# Olympische Winterspiele 2002/Teilnehmer (Zypern)
| Gelbes Symbol für Goldmedaillen mit stilisierten Olympischen Ringen | Graues Symbol für Silbermedaillen mit stilisierten Olympischen Ringen | Braundes Symbol für Bronzemedaillen mit stilisierten Olympischen Ringen |
| ------------------------------------------------------------------- | --------------------------------------------------------------------- | ----------------------------------------------------------------------- |
| —                                                                   | —                                                                     | —                                                                       |

Die Republik Zypern nahm an den Olympischen Winterspielen 2002 im US-amerikanischen Salt Lake City mit nur einem Athleten teil.

## Flaggenträger
Als einziger Teilnehmer trug Theodoros Christodoulou die Flagge Zyperns während der Eröffnungsfeier im Rice-Eccles Stadium.

## Teilnehmer nach Sportarten

### Ski Alpin
| Athlet                  | Disziplin    | 1. Lauf     | 2. Lauf     | Gesamt      | Gesamt |
| Athlet                  | Disziplin    | Zeit        | Zeit        | Zeit        | Rang   |
| ----------------------- | ------------ | ----------- | ----------- | ----------- | ------ |
| Theodoros Christodoulou | Riesenslalom | 1:21,67 min | 1:19,92 min | 2:41,59 min | 54     |
| Theodoros Christodoulou | Slalom       | 59,74 s     | DNF         | DNF         | DNF    |